# Рейдер-Крік (Монтана)
Рейдер-Крік (англ. Rader Creek) — переписна місцевість (CDP) в США, в окрузі Джефферсон штату Монтана. Населення — 341 особа (2020).

## Географія
Рейдер-Крік розташований за координатами 45°50′44″ пн. ш. 112°18′58″ зх. д. / 45.84556° пн. ш. 112.31611° зх. д. (45.845548, -112.316043).  За даними Бюро перепису населення США в 2010 році переписна місцевість мала площу 52,45 км², уся площа — суходіл.

## Демографія
Згідно з переписом 2010 року, у переписній місцевості мешкали 363 особи в 158 домогосподарствах у складі 114 родин. Густота населення становила 7 осіб/км².  Було 197 помешкань (4/км²).
Расовий склад населення:
| - 91,7 % — білих - 1,9 % — корінних американців - 0,6 % — вихідців з тихоокеанських островів |

До двох чи більше рас належало 5,0 %. Частка іспаномовних становила 3,0 % від усіх жителів.
За віковим діапазоном населення розподілялося таким чином: 18,2 % — особи молодші 18 років, 64,7 % — особи у віці 18—64 років, 17,1 % — особи у віці 65 років та старші. Медіана віку мешканця становила 52,3 року. На 100 осіб жіночої статі у переписній місцевості припадало 109,8 чоловіків;  на 100 жінок у віці від 18 років та старших — 112,1 чоловіків також старших 18 років.
Середній дохід на одне домашнє господарство  становив 83 418 доларів США (медіана — 90 125), а середній дохід на одну сім'ю — 78 261 долар (медіана — 65 000). 
Цивільне працевлаштоване населення становило 87 осіб. Основні галузі зайнятості: виробництво — 14,9 %, будівництво — 14,9 %, роздрібна торгівля — 13,8 %.